# Cantone di Sellières
Il Cantone di Sellières era una divisione amministrativa dell'arrondissement di Lons-le-Saunier.
A seguito della riforma approvata con decreto del 17 febbraio 2014, che ha avuto attuazione dopo le elezioni dipartimentali del 2015, è stato soppresso.

## Composizione
Comprendeva i comuni di:
- Bréry
- La Charme
- Darbonnay
- Lombard
- Mantry
- Monay
- Passenans
- Saint-Lamain
- Saint-Lothain
- Sellières
- Toulouse-le-Château
- Vers-sous-Sellières
- Villerserine